# Lactophrys trigonus
Lactophrys trigonus is een  straalvinnige vis uit de familie van de koffervissen (Ostraciidae). De wetenschappelijke naam van de soort is, als Ostracion trigonus, gepubliceerd in 1758 door Carl Linnaeus in de tiende editie van Systema naturae. Tot het dieet van deze vis behoren kleine ongewervelde zeedieren zoals weekdieren, schaaldieren en wormen.

## Type
- type: onbekend
- typelocatie: opgegeven als India maar is westen van de Atlantische Oceaan

## Synoniemen
- Ostracion undulatus Poey, 1868
- Ostracium expansum Cope, 1871

## Kenmerken
De mannetjes kunnen een lengte van 55 cm bereiken en een gewicht van 3310 gram.

## Habitat
Lactophrys trigonus is een zoutwatervis die leeft in tropische wateren in koraalriffen op een diepte van twee tot vijftig meter.

## Verspreiding
De soort komt voor van de kust van Canada en Massachusetts, via Bermuda, de Golf van Mexico en de Caraïbische Zee, tot Brazilië, en daarnaast in de Middellandse Zee.

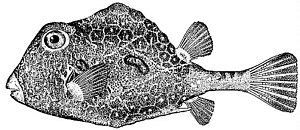